# Tahlia Cole
Tahlia Cole (16 de noviembre de 1984) es una deportista australiana que compitió en judo. Ganó una medalla de plata en el Campeonato de Oceanía de Judo de 2002 en la categoría de +78 kg.

## Palmarés internacional
| Campeonato de Oceanía | Campeonato de Oceanía      | Campeonato de Oceanía | Campeonato de Oceanía |
| Año                   | Lugar                      | Medalla               | Categoría             |
| --------------------- | -------------------------- | --------------------- | --------------------- |
| 2002                  | Wellington (Nueva Zelanda) | Medalla de plata      | +78 kg                |